# Rodrigo de Vergara
Rodrigo de Vergara (Logroño, ? - León, 18 de junio de 1478) fue un eclesiástico español, obispo de Tuy y de León.

## Biografía
Descendiente de una noble y antigua familia oriunda del reino de Navarra,
 
fue hijo de Lope Ruiz de Vergara, que fue capitán general de las fronteras de Castilla en Navarra y alcaide de Belorado, y de María de Velasco, hija a su vez de Juan Correa, doncel del rey, y de María de Velasco, prima del conde de Haro; tres de sus cinco hermanos fueron abades de San Millán de la Cogolla y San Pedro de Cardeña.

Fue arcediano de Vizcaya en la diócesis de Calahorra y desde 1458, de Toledo. 
En 1464 el rey Enrique IV de Castilla le envió a Roma, junto con Antonio Jacobo de Véneris, Rodrigo Sánchez de Arévalo, Juan de Medina y Suero de Solís, como embajador ante el papa Pío II. 
Allí residía todavía, desempeñando el puesto de protonotario apostólico, cuando en 1468 Paulo II le nombró administrador perpetuo de la iglesia de Tuy, aunque deseando el papa que permaneciese en la Curia romana, Vergara presidió la diócesis mediante su provisor y vicario Juan de Uzarraga.

En 1470 regresó a España, promovido al obispado de León. Su episcopado estuvo marcado por los disturbios provocados en el contexto del conflicto por la sucesión de Enrique IV: 
el mismo año de su toma de posesión, el conde de Luna Diego Fernández de Quiñones pretendió apoderarse de la ciudad aliado con Alvar García, quien terminó degollado; en 1474 murió el rey y se desató la guerra de sucesión entre los partidarios de Juana la Beltraneja y los de Isabel  de Castilla; 
en 1475 el alcaide de las Torres Alonso de Blanca se propuso entregar la ciudad al rey Alfonso V de Portugal, siendo depuesto por la reina Isabel.

En el año 1478, enemistado con el tesorero de su iglesia Fernando Cabeza de Vaca por motivos que se desconocen, le invitó a comer pretextando buscar la reconciliación y mandó a sus criados matarle; temiendo las represalias, buscó refugio en casa del conde de Luna, donde los parientes del finado le alcanzaron y asesinaron en presencia de la condesa Juana Enríquez, saqueando e incendiando después las casas episcopales.
 Ambos, obispo y tesorero, fueron sepultados en la catedral de León.
| Predecesor: Luis Pimentel             | Obispo de Tuy 1468 – 1470    | Sucesor: Diego de Muros  |
| Predecesor: Antonio Jacobo de Véneris | Obispo de León 1470 – 1478 † | Sucesor: Luis de Velasco |